# معبر كوينزفيري
معبر كوينزفيري (بالإنجليزيّة: Queensferry Crossing) هو جسر مدعوم بالكوابل مُخصَّص للمركبات، يقطع خور فورث في شمال شرق اسكتلندا في المملكة المتحدة، حيث يربط بين منطقتيّ مجلس هما إدنبرة وفايف عند منطقة كوينزفيري. تم افتتاحه عام 2017، حيث تم نقل الغالبيّة العُظمى من حركة مرور المركبات من جسر فورث رود المجاور، ليصبح الأخير ممرًا للنقل العام يُفتح فقط للحافلات وسيّارات الأجرة وراكبيّ الدرّاجات والمُشاة.
تم افتتاح الجسر في 30 آب/ أغسطس 2017، وبكلفة إجماليّة بلغت 1.35 مليار جنيه استرليني، ليكون الجسر الثالث الذي يعبر خور فورث إلى جانب كل من جسر فورث رود وجسر فورث.

## التصميم والإنشاء
لقد تصميم هذا الجسر ذو الهياكل الثلاثة عام 2008، حيث تم وضع دراسات بيئيّة وتقنيّة للبناء استمرت لعام، حيث حصلت بعض التغييرات على جدول البناء. كما تم البدء بأعمال الإنشاء عام 2011 واستمرّت لستة أعوام حيث تم افتتاح الجسر في 2017. يبلغ طول البحر في الجسر (أطول قطعة بين الركائز) 650 مترًا، مما جعله يحتل المرتبة 20 عالميًا كأطول جسر ضمن تصنيف الجسور المدعومة بالكوابل (الجسور المُعلَّقة بأسلاك فولاذيّة). ويحمل الجسر طريق مزدوج بمسربين، ويبلغ ارتفاع أعلى نقطة في أبراجه الثلاثة 207 مترًا، والتي ساعدت أن يكون أحد أطول الجسور في المملكة المتحدة بطول إجمالي 2,638 مترًا.
لقد تطلّب العمل الهندسي الضخم 35 ألف طن من الباطون للأجزاء العلويّة و15 ألف طن من الخرسانة المُسلَّحة، وعلى الرغم من أن إنجاز المشروع تأخّر عشرة أسابيع، فإن تكلفته التي بلغت 1.35 مليار جنيه إسترليني (1.75 مليار دولار) كانت أقل من ميزانيته المُقرَّرة بواقع 235 مليون جنيه إسترليني.

## صور

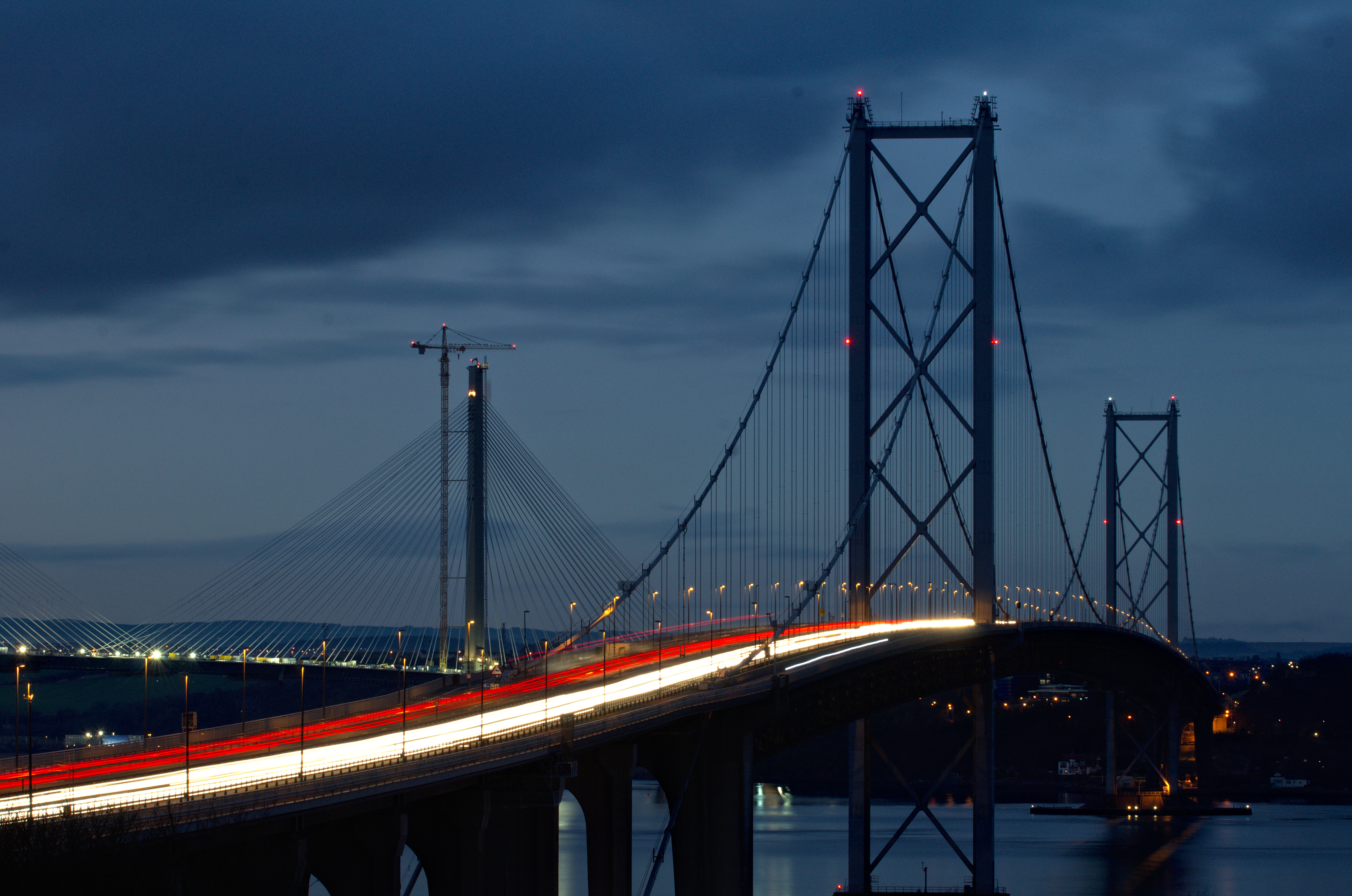
الجسر وجسر فورث رود ليلاً.
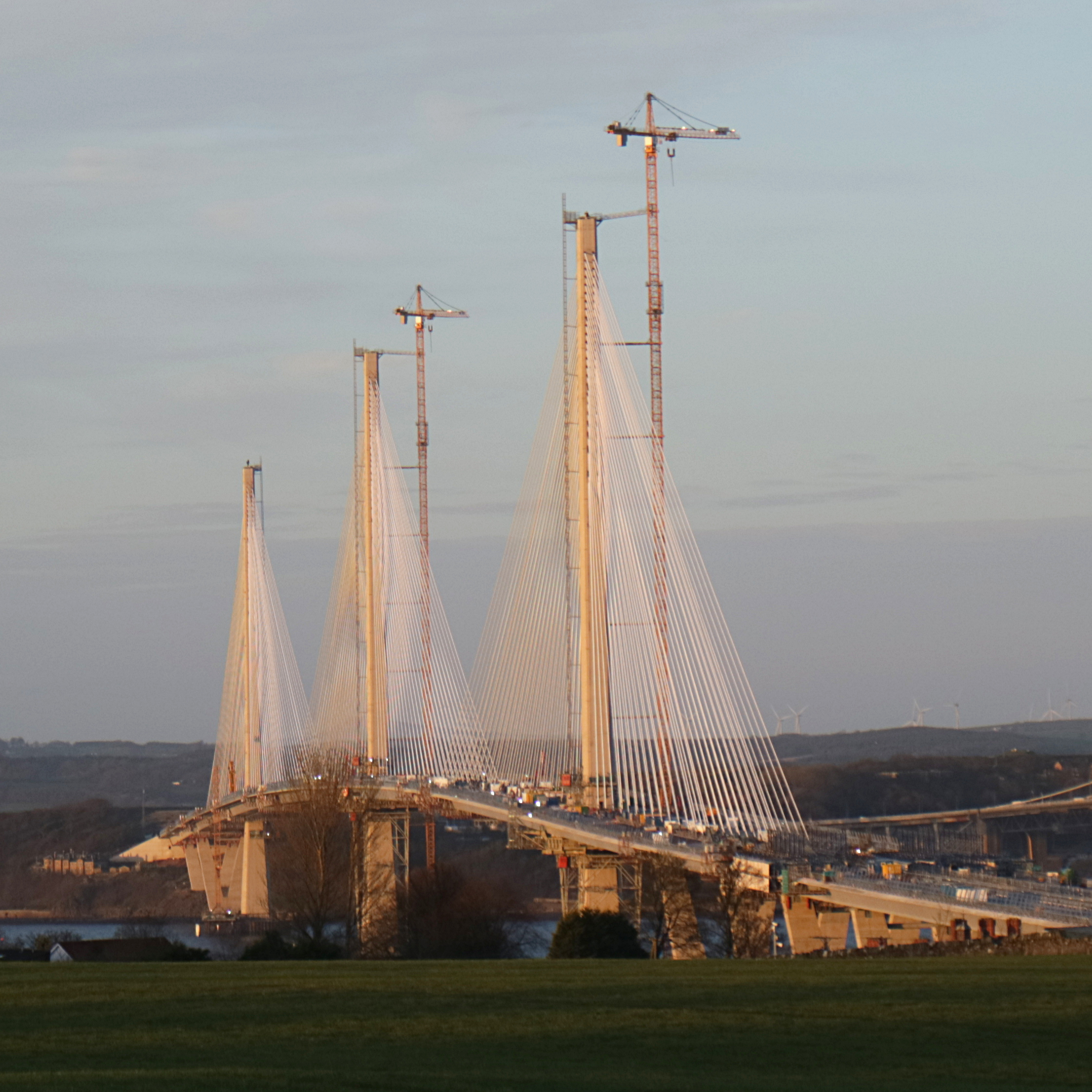
الجسر نهارًا.
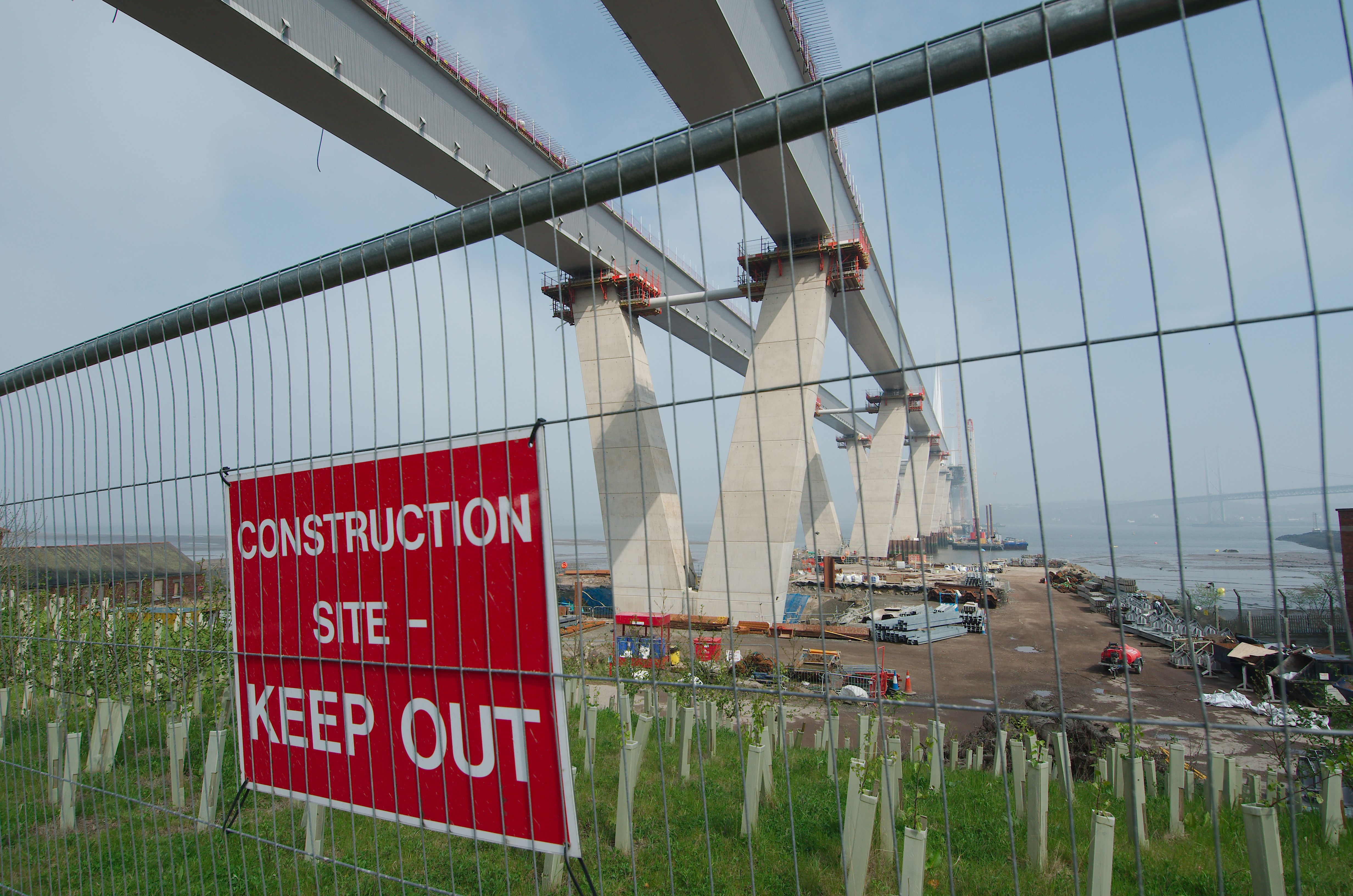
الجسر أثناء البناء.

## وصلات خارجية
- معبر كوينزفيري في اسكتلندا (بالإنجليزية)
- معبر فورث البديل، النقل في اسكتلندا (بالإنجليزية)
- تلخيص وحدة الأمن المالي: مركز معلومات البرلمان الإسكتلندي (سبيك) (بالإنجليزية)
- مدونة إنشاء الجسر الجديد على خور فورث (بالإنجليزية)